# Liste der Countys in Illinois
| Der US-amerikanische Bundesstaat Illinois ist in 102 Countys eingeteilt. Die offizielle Abkürzung von Illinois lautet IL, der FIPS-Code ist 17. Der FIPS-Code jedes einzelnen Countys beginnt also stets mit 17, an die die in der Tabelle jeweils genannte dreistellige Zahl angehängt wird. Die in der Tabelle angegebenen Einwohnerzahlen basieren laut dem United States Census Bureau auf der Volkszählung im Jahr 2010. | Jo Daviess Stephenson Winnebago Boone McHenry Lake Cook DuPage Kane DeKalb Ogle Lee Carroll Whiteside Rock Island Mercer Henry Bureau Putnam LaSalle Kendall Grundy Will Kankakee Iroquois Ford Livingston McLean Woodford Marshall Stark Peoria Tazewell Fulton Knox Warren Hender- son Hancock Mc Donough Schuyler Adams Brown Cass Mason Menard Logan DeWitt Macon Piatt Champaign Vermilion Edgar Douglas Coles Moultrie Shelby Montgomery Christian Sangamon Morgan Scott Pike Calhoun Greene Jersey Macoupin Madison Bond Fayette Effing- ham Jasper Cumber- land Clark Craw- ford Law- rence Rich- land Clay Marion Clinton St. Clair Monroe Randolph Washing- ton Jeffer- son Wayne Ed- wards Wabash White Hamilton Franklin Perry Jackson Wil- liamson Saline Gal- latin Hardin Pope John- son Union Alexander Pulaski Massac |

| County         | FIPS-Code | County Seat    | Gründung | Ursprung                                           | Namensherkunft | Einwohner 2010 | Fläche    | Karte |
| -------------- | --------- | -------------- | -------- | -------------------------------------------------- | --- | -------------- | --------- | ----- |
| Adams          | 001       | Quincy         | 1825     | Pike County                                        | John Quincy Adams (1767–1848) sechster Präsident der USA                                                                                               | 67.103         | 2.193 km² |       |
| Alexander      | 003       | Cairo          | 1819     | State of Missouri                                  | William M. Alexander, Siedler und Abgeordneter der Illinois General Assembly                                                                           | 8.238          | 605 km²   |       |
| Bond           | 005       | Greenville     | 1817     | Crawford County, Edwards County und Madison County | Shadrach Bond (1773–1832) erster Gouverneur von Illinois                                                                                               | 17.768         | 973 km²   |       |
| Boone          | 007       | Belvidere      | 1837     | Winnebago County                                   | Daniel Boone (1734–1820) Wegbereiter der Wilderness Road in Kentucky                                                                                   | 54.165         | 720 km²   |       |
| Brown          | 009       | Mount Sterling | 1839     | Schuyler County                                    | Jacob Brown (1775–1828) Offizier im Amerikanischen Unabhängigkeitskrieg                                                                                | 6.937          | 782 km²   |       |
| Bureau         | 011       | Princeton      | 1837     | Putnam County                                      | Pierre de Bureau französischer Pelzhändler | 34.978         | 2.224 km² |       |
| Calhoun        | 013       | Hardin         | 1825     | Pike County                                        | John C. Calhoun (1782–1850), siebenter Vizepräsident der USA                                                                                           | 5.089          | 650 km²   |       |
| Carroll        | 015       | Mount Carroll  | 1839     | Jo Daviess County                                  | Charles Carroll (1737–1832) Mitunterzeichner der Unabhängigkeitserklärung                                                                              | 15.387         | 1.137 km² |       |
| Cass           | 017       | Virginia       | 1837     | Morgan County                                      | Lewis Cass (1782–1866) zweiter Gouverneur des Michigan-Territoriums, vierzehnter Verteidigungsminister der USA                                         | 13.642         | 962 km²   |       |
| Champaign      | 019       | Urbana         | 1833     | Vermilion County                                   | Champaign County (Ohio) | 201.081        | 2.552 km² |       |
| Christian      | 021       | Taylorville    | 1839     | Sangamon County                                    | Christian County (Kentucky) | 34.800         | 1.815 km² |       |
| Clark          | 023       | Marshall       | 1819     | Crawford County                                    | George Rogers Clark (1752–1818), ranghöchster Offizier im Nordwestterritorium während des amerikanischen Unabhängigkeitskampfes                        | 16.335         | 1.284 km² |       |
| Clay           | 025       | Louisville     | 1824     | Wayne, Lawrence, Fayette, und Crawford County      | Henry Clay (1777–1852), Unterhändler Kentuckys bei den Verhandlungen, die zum Missouri-Kompromiss führten                                              | 13.815         | 1.201 km² |       |
| Clinton        | 027       | Carlyle        | 1824     | Washington, Bond, und Fayette County               | DeWitt Clinton (1769–1828), Gouverneur von New York, verantwortlich für den Bau des Eriekanals                                                         | 37.762         | 1.214 km² |       |
| Coles          | 029       | Charleston     | 1830     | Clark und Edgar County                             | Edward Coles (1786–1868), zweiter Gouverneur von Illinois, verantwortlich für das Verbot der Sklaverei in Illinois                                     | 53.873         | 1.301 km² |       |
| Cook           | 031       | Chicago        | 1831     | Putnam County                                      | Daniel Pope Cook (1794–1827), Politiker und erster Attorney General von Illinois                                                                       | 5.194.675      | 2.421 km² |       |
| Crawford       | 033       | Robinson       | 1816     | Edwards County                                     | William Harris Crawford (1772–1834), neunter Verteidigungsminister der USA, siebenter Finanzminister der USA                                           | 19.817         | 1.135 km² |       |
| Cumberland     | 035       | Toledo         | 1843     | Coles County                                       | umstritten zwischen: Cumberland Road, dem Ort Cumberland (Maryland) oder dem Cumberland River in Kentucky                                              | 11.048         | 886 km²   |       |
| DeKalb         | 037       | Sycamore       | 1837     | Kane County                                        | Johann von Kalb (1721–1780), deutscher Offizier, kämpfte in der Kontinentalarmee an der Seite von La Fayette im Amerikanischen Unabhängigkeitskrieg    | 105.160        | 1.623 km² |       |
| DeWitt         | 039       | Clinton        | 1839     | Macon und McLean County                            | DeWitt Clinton (1769–1828), Gouverneur von New York, verantwortlich für den Bau des Eriekanals                                                         | 16.561         | 1.018 km² |       |
| Douglas        | 041       | Tuscola        | 1859     | Coles County                                       | Stephen A. Douglas (1813–1861), bekannter Politiker der Demokraten und Widersacher von Abraham Lincoln                                                 | 19.980         | 1.067 km² |       |
| DuPage         | 043       | Wheaton        | 1839     | Cook County                                        | DuPage River | 816.924        | 854 km²   |       |
| Edgar          | 045       | Paris          | 1823     | Clark County                                       | John Edgar 1750–1832, Delegierter von Illinois im Parlament des Nordwestterritoriums                                                                   | 18.576         | 1.596 km² |       |
| Edwards        | 047       | Albion         | 1814     | Gallatin County und Madison County                 | Ninian Edwards (1775–1833), dritter Gouverneur von Illinois und einziger Gouverneur des Illinois-Territoriums                                          | 6.721          | 569 km²   |       |
| Effingham      | 049       | Effingham      | 1831     | Fayette und Crawford County                        | Earl of Effingham, britischer Offizier, schied aus der Armee aus, um sich den amerikanischen Kolonien anzuschließen                                    | 34.242         | 1.225 km² |       |
| Fayette        | 051       | Vandalia       | 1821     | Bond, Wayne, Clark, Jefferson, und Crawford County | Marie-Joseph Motier, Marquis de La Fayette (1757–1834), französischer Offizier im Amerikanischen Unabhängigkeitskrieg und der Französischen Revolution | 22.140         | 1.834 km² |       |
| Ford           | 053       | Paxton         | 1859     | Kankakee County                                    | Thomas Ford (1800–1850), achter Gouverneur von Illinois                                                                                                | 14.081         | 1.244 km² |       |
| Franklin       | 055       | Benton         | 1818     | White County und Gallatin County                   | Benjamin Franklin (1706–1790), Verleger, Schriftsteller, Staatsmann, Naturwissenschaftler und Erfinder, einer der Gründerväter der USA                 | 39.561         | 1.055 km² |       |
| Fulton         | 057       | Lewistown      | 1823     | Pike County                                        | Robert Fulton (1765–1815), Ingenieur, entwickelte eines der ersten brauchbaren Dampfschiffe                                                            | 37.069         | 2.216 km² |       |
| Gallatin       | 059       | Shawneetown    | 1812     | Randolph County                                    | Albert Gallatin (1761–1849), vierter und mit 13 Jahren Amtszeit am längsten amtierender Finanzminister der USA                                         | 5.589          | 829 km²   |       |
| Greene         | 061       | Carrollton     | 1821     | Madison County                                     | Nathanael Greene (1742–1786), General der Kontinentalarmee im Amerikanischen Unabhängigkeitskrieg                                                      | 13.886         | 1.390 km² |       |
| Grundy         | 063       | Morris         | 1841     | LaSalle County                                     | Felix Grundy (1777–1840), dreizehnter United States Attorney General                                                                                   | 50.063         | 1.075 km² |       |
| Hamilton       | 065       | McLeansboro    | 1821     | White County                                       | Alexander Hamilton (1755–1804), erster Finanzminister der USA                                                                                          | 8.457          | 1.114 km² |       |
| Hancock        | 067       | Carthage       | 1825     | Adams County                                       | John Hancock (1737–1793), erster Gouverneur von Massachusetts, Präsident des Kontinentalkongresses, Oberbefehlshaber der Kontinentalarmee              | 19.104         | 2.034 km² |       |
| Hardin         | 069       | Elizabethtown  | 1839     | Pope County                                        | Hardin County (Kentucky) | 4.320          | 457 km²   |       |
| Henderson      | 071       | Oquawka        | 1841     | Warren County                                      | Henderson County (Kentucky) | 7.331          | 970 km²   |       |
| Henry          | 073       | Cambridge      | 1825     | Adams County                                       | Patrick Henry | 50.486         | 2.107 km² |       |
| Iroquois       | 075       | Watseka        | 1833     | Vermilion County                                   | Indianerstamm der Irokesen | 29.718         | 2.858 km² |       |
| Jackson        | 077       | Murphysboro    | 1816     | Randolph County und Johnson County                 | Andrew Jackson | 60.218         | 1.506 km² |       |
| Jasper         | 079       | Newton         | 1831     | Clay und Crawford County                           | William Jasper | 9.698          | 1.266 km² |       |
| Jefferson      | 081       | Mount Vernon   | 1819     | Edwards und White County                           | Thomas Jefferson | 38.827         | 1.462 km² |       |
| Jersey         | 083       | Jerseyville    | 1839     | Greene County                                      | Der Bundesstaat New Jersey, aus dem viele Siedler des Countys stammten                                                                                 | 22.985         | 945 km²   |       |
| Jo Daviess     | 085       | Galena         | 1827     | Henry, Mercer, und Putnam County                   | Joseph Hamilton Daviess | 22.678         | 1.539 km² |       |
| Johnson        | 087       | Vienna         | 1812     | Randolph County                                    | Richard Mentor Johnson | 12.582         | 882 km²   |       |
| Kane           | 089       | Geneva         | 1836     | Cook County                                        | Elias Kane | 515.269        | 1.332 km² |       |
| Kankakee       | 091       | Kankakee       | 1853     | Iroquois und Will County                           | Kankakee River | 113.449        | 1.732 km² |       |
| Kendall        | 093       | Yorkville      | 1841     | LaSalle und Kane County                            | Amos Kendall | 114.736        | 821 km²   |       |
| Knox           | 095       | Galesburg      | 1825     | Fulton County                                      | General Henry Knox | 52.919         | 1.834 km² |       |
| LaSalle County | 099       | Ottawa         | 1831     | Putnam County                                      | Robert Cavelier de La Salle | 113.924        | 2.905 km² |       |
| Lake           | 097       | Waukegan       | 1839     | McHenry County                                     | Seen auf dem Gebiet des County | 703.462        | 1.146 km² |       |
| Lawrence       | 101       | Lawrenceville  | 1821     | Crawford und Edwards County                        | James Lawrence | 16.833         | 952 km²   |       |
| Lee            | 103       | Dixon          | 1839     | Ogle County                                        | Henry Lee | 36.031         | 1.857 km² |       |
| Livingston     | 105       | Pontiac        | 1837     | LaSalle und McLean County                          | Edward Livingston | 38.950         | 2.672 km² |       |
| Logan          | 107       | Lincoln        | 1839     | Sangamon County                                    | John A. Logan | 30.305         | 1.582 km² |       |
| Macon          | 115       | Decatur        | 1829     | Shelby County                                      | Nathaniel Macon | 110.768        | 1.486 km² |       |
| Macoupin       | 117       | Carlinville    | 1829     | Greene County                                      | das indianische Wort Macaupiana, was so viel bedeutet wie weiße Kartoffel                                                                              | 47.765         | 2.211 km² |       |
| Madison        | 119       | Edwardsville   | 1812     | St. Clair County und Randolph County               | James Madison (1751–1836), vierter Präsident der USA                                                                                                   | 269.282        | 1.856 km² |       |
| Marion         | 121       | Salem          | 1823     | Fayette und Jefferson County                       | Francis Marion | 39.437         | 1.465 km² |       |
| Marshall       | 123       | Lacon          | 1839     | Putnam County                                      | John Marshall (1755–1835), Vorsitzender Richter am Obersten Gericht der USA, vierter Außenminister der USA                                             | 12.640         | 988 km²   |       |
| Mason          | 125       | Havana         | 1841     | Tazewell und Menard County                         | George Mason (1725–1792), Politiker aus Virginia | 14.666         | 1.380 km² |       |
| Massac         | 127       | Metropolis     | 1843     | Pope und Johnson County                            | Fort Massac | 16.429         | 612 km²   |       |
| McDonough      | 109       | Macomb         | 1826     | Schuyler County                                    | Thomas Macdonough | 32.612         | 1.509 km² |       |
| McHenry        | 111       | Woodstock      | 1836     | Cook County                                        | General William McHenry | 398.760        | 1.545 km² |       |
| McLean         | 113       | Bloomington    | 1830     | Tazewell County                                    | John McLean | 169.572        | 3.030 km² |       |
| Menard         | 129       | Petersburg     | 1839     | Sangamon County                                    | Pierre Menard | 12.705         | 804 km²   |       |
| Mercer         | 131       | Aledo          | 1825     | Schuyler County                                    | Hugh Mercer | 16.434         | 1.436 km² |       |
| Monroe         | 133       | Waterloo       | 1816     | Randolph County und St. Clair County               | James Monroe (1758–1831), fünfter Präsident der USA | 32.957         | 994 km²   |       |
| Montgomery     | 135       | Hillsboro      | 1821     | Bond und Madison County                            | Richard Montgomery (1738–1775), General im Amerikanischen Unabhängigkeitskrieg                                                                         | 30.104         | 1.802 km² |       |
| Morgan         | 137       | Jacksonville   | 1823     | Sangamon County                                    | Daniel Morgan | 25.547         | 1.456 km² |       |
| Moultrie       | 139       | Sullivan       | 1843     | Shelby und Macon County                            | William Moultrie (1730–1805), Brigadegeneral im Amerikanischen Unabhängigkeitskrieg, Gouverneur von South Carolina                                     | 14.846         | 859 km²   |       |
| Ogle           | 141       | Oregon         | 1836     | Jo Daviess County                                  | Joseph Ogle | 53.497         | 1.943 km² |       |
| Peoria         | 143       | Peoria         | 1825     | Fulton County                                      | der Indianerstamm der Peoria | 186.494        | 1.586 km² |       |
| Perry          | 145       | Pinckneyville  | 1827     | Randolph und Jackson County                        | Oliver Hazard Perry | 22.350         | 1.129 km² |       |
| Piatt          | 147       | Monticello     | 1841     | DeWitt und Macon County                            | John Piatt | 16.729         | 1.126 km² |       |
| Pike           | 149       | Pittsfield     | 1821     | Madison, Bond, und Clark County                    | Zebulon Pike | 16.430         | 2.126 km² |       |
| Pope           | 151       | Golconda       | 1816     | Gallatin und Johnson County                        | Nathaniel Pope | 4.470          | 949 km²   |       |
| Pulaski        | 153       | Mound City     | 1843     | Alexander und Johnson County                       | Kazimierz Pułaski | 6.161          | 514 km²   |       |
| Putnam         | 155       | Hennepin       | 1825     | Peoria County                                      | Israel Putnam (1718–1790), General im Amerikanischen Unabhängigkeitskrieg                                                                              | 6.006          | 409 km²   |       |
| Randolph       | 157       | Chester        | 1795     | St. Clair County                                   | Edmund Randolph (1753–1813) Gouverneur von Virginia, Außenminister und United States Attorney General                                                  | 33.476         | 1.481 km² |       |
| Richland       | 159       | Olney          | 1841     | Clay und Lawrence County                           | Richland County (Ohio) | 16.233         | 922 km²   |       |
| Rock Island    | 161       | Rock Island    | 1831     | Jo Daviess County                                  | Rock Island | 147.546        | 1.092 km² |       |
| St. Clair      | 163       | Belleville     | 1790     | eines von zwei ursprünglichen Counties             | Arthur St. Clair | 270.056        | 1.699 km² |       |
| Saline         | 165       | Harrisburg     | 1847     | Gallatin County                                    | Salzvorkommen im County | 24.913         | 981 km²   |       |
| Sangamon       | 167       | Springfield    | 1821     | Madison und Bond County                            | Sangamon River | 197.465        | 2.223 km² |       |
| Schuyler       | 169       | Rushville      | 1825     | Pike und Fulton County                             | Philip Schuyler | 1.544          | 1.120 km² |       |
| Scott          | 171       | Winchester     | 1839     | Morgan Count                                       | Familie Scott | 5.355          | 642 km²   |       |
| Shelby         | 173       | Shelbyville    | 1827     | Fayette County                                     | Isaac Shelby | 22.363         | 1.942 km² |       |
| Stark          | 175       | Toulon         | 1839     | Knox und Putnam County                             | John Stark | 5.994          | 737 km²   |       |
| Stephenson     | 177       | Freeport       | 1837     | Jo Daviess und Winnebago County                    | Benjamin Stephenson | 47.711         | 1.444 km² |       |
| Tazewell       | 179       | Pekin          | 1827     | Sangamon County                                    | Littleton Waller Tazewell | 135.394        | 1.661 km² |       |
| Union          | 181       | Jonesboro      | 1818     | Johnson County                                     | Union (Vereinigte Staaten) | 17.808         | 1.065 km² |       |
| Vermilion      | 183       | Danville       | 1826     | Clark und Edgar County                             | Vermilion River | 81.625         | 2.302 km² |       |
| Wabash         | 185       | Mount Carmel   | 1824     | Edwards County                                     | Wabash River | 11.847         | 522 km²   |       |
| Warren         | 187       | Monmouth       | 1825     | Schuyler County                                    | Joseph Warren | 17.707         | 1.389 km² |       |
| Washington     | 189       | Nashville      | 1818     | St. Clair County                                   | George Washington | 14.716         | 1.440 km² |       |
| Wayne          | 191       | Fairfield      | 1819     | Edwards County                                     | General Anthony Wayne | 16.760         | 1.828 km² |       |
| White          | 193       | Carmi          | 1815     | Gallatin County                                    | Isaac White | 14.665         | 1.267 km² |       |
| Whiteside      | 195       | Morrison       | 1836     | Jo Daviess und Henry County                        | Samuel Whiteside | 58.498         | 1.753 km² |       |
| Will           | 197       | Joliet         | 1836     | Cook und Iroquois County                           | Conrad Will | 677.560        | 2.143 km² |       |
| Williamson     | 199       | Marion         | 1839     | Franklin County                                    | Hugh Williamson | 66.357         | 184 km²   |       |
| Winnebago      | 201       | Rockford       | 1836     | Jo Daviess County                                  | Winnebago (Volk) | 295.266        | 1.315 km² |       |
| Woodford       | 203       | Eureka         | 1841     | Tazewell und McLean County                         | William Woodford | 38.664         | 1.352 km² |       |